# 上海市上南中學
上海市上南中學是中華人民共和國上海市浦東新區的一個高級中學，成立於1963年。1987年，學校被定为区重点中学。1989年學校開始在兩處辦學。1990年初，學校正式分為上南二中和上南中學兩部分。1994年，上南二中更名為清流中學，為一所初級中學。

## 外部連結
- 官方网站